# Train Drive ATS
Train Drive ATS（トレイン・ドライブ・エーティーエス）は、iOS・Android向けの鉄道運転シミュレーターである。

## 概要
現在、Lite版を除くシリーズ計3作が配信されている。
ダウンロード数は、600万を超えている。
| アプリ名               | モデル路線 | 対応OS       | 配信状況 | 販売額 | アプリ内課金 |
| ---------------------- | ---------- | ------------ | -------- | ------ | ------------ |
| Train Drive ATS        | 東武鉄道   | iOSのみ      | 配信中   | 有料   | あり         |
| Train Drive ATS Lite   | 東武鉄道   | iOSのみ      | 配信終了 | 無料   | なし         |
| Train Drive ATS 2      | 京王電鉄   | iOSのみ      | 配信中   | 有料   | なし         |
| Train Drive ATS 2 Lite | 京王電鉄   | iOSのみ      | 配信終了 | 無料   | あり         |
| Train Drive ATS 3      | 近鉄奈良線 | iOS・Android | 配信中   | 無料   | あり         |

## 運転可能路線・車両

### Train Drive ATS
東武東上線をモデルにしているが、「東埼鉄道」という架空の路線を舞台にしており、駅名は東武鉄道の駅名をもじったものとなっている。車両は東武鉄道商品化許諾済である。運転できる区間は約49kmであり、三作の中で最長である。

#### 登場車両
本作は、実際に東武鉄道を走る車両が登場するが、車両形式はオリジナルのものがつけられている。カッコ内はそれぞれ実車の形式を表す。
- 1000系（8000系）
- 2000系（9000系）
- 3000系（10000系・10030系）
- 5000系（50090系）

また、アプリ内で課金することで以下の車両を追加・運転することが可能である。
- 100系
- 6050系(シナリオモードでの運転は不可)

### Train Drive ATS 2
京王電鉄をモデルにしているが、「稲城高速鉄道」という架空の路線を舞台にしており、駅名は稲城市の地名から取られている。車両は京王電鉄商品化許諾済である。運転できる区間の距離は37.6kmである。

#### 登場車両
- 8000系
- 7000系
- 6000系
- 1000系  ※ライトグリーンのみ  (NR線)
- 東武50090系 (NR線)

### Train Drive ATS 3
近鉄奈良線をモデルにしている。シリーズ初の実路線が再現されており、大阪難波駅-近鉄奈良駅間を運転することができる。近鉄情報システム㈱との共同開発であり、近畿日本鉄道商品化許諾済である。

#### 登場車両
- 9020系
- 1252系
- 8600系
- 22000系（ACE）
- 50000系（しまかぜ）
- 80000系（ひのとり）